# Буђење (албум)
Буђење је тринаести студијски и осамнаести албум групе Парни ваљак, сниман у септембру, октобру и новембру 1993. године у студију „Еснаф“, а објављен почетком 1994. Као аутор песама се, поред Хусеина Хаснефендића, појављује и Маријан Бркић. За песму „Читај ми са усана“ написао је музику на Хасанефендићев текст, док је за песму „Дођи“ компоновао музику на текст који је написао заједно са Марином Рибарићем. Албум је промовисан концертом у загребачком Дому спортова коме је присуствало 15000 посетилаца.
Почетком 1995. добијају седам музичких награда Порин: за албум године, песму године („Све још мирише на њу“), најбоље вокално извођење, најбољу вокалну сарадњу (дует Даде Топића и Акија Рахимовског у песми „Молитва“), најбољи снимак албума, продуцента године и најбољи изглед албума.
После скоро 30 година, албум је изашао на грамофонској плочи. Хрватска група Џентлмени су 2022. године обрадили песму „Дођи“.

## Списак песама
1. „Љубавна“ – 4:04
2. „Кемија“ – 4:45
3. „Све још мирише на њу“ – 4:05
4. „Немирно море“ – 5:55
5. „Ивана“ – 3:40
6. „Читај ми са усана“ – 3:42
7. „Повратак ратника“ – 4:54
8. „Дођи“ – 5:00
9. „Оток“ – 4:04
10. „Молитва“ – 5:02

## Обраде
Све још мирише на њу - Скадарска (Галија) и Maybe I'm Amazed (Пол Макартни)